# اينوك اردن (شتراوس)
اينوك أردن هي ميلودراما للراوي والبيانو، كتبها ريتشارد شتراوس عام 1897وهي ترجمة ألمانية لقصيدة عام 1864 التي تحمل نفس الاسم للكاتب ألفريد، اللورد تينيسون .

## تاريخ
كتب ريتشارد شتراوس إينوك أردن للممثل إرنست فون بوسارت الذي ساعده في عام1896في الحصول على منصب قائد الفرقة الموسيقية في أوبرا ولاية بافاريا . كتبها أثناء تأليفه <i id="mwFQ">لدون كيشوت</i>  وأنهاها في فبراير1897.  قام شتراوس وبوسارت بجولةواسعة معًا مع الميلودراما في ترجمة ألمانية بواسطة أدولف سترودتمان .   

## روابط خارجية
- سجل في مشروع مكتبة نقاط الموسيقى الدولية .
- "Enoch Arden" - النص الألماني الأصلي (بنوع Fraktur ) من Strodtmann's Tennysons ausgewählte Dichtungen at Hathitrust